# شیدایی (آلبوم)
شیدایی نام یک آلبوم موسیقی در سبک سنتی ایرانی باصدای صدیق تعریف و اجرای گروهی به سرپرستی جلال ذوالفنون می‌باشد که توسط نوای همایون منتشر شده است. آهنگ سازان این آلبوم جلال ذوالفنون، پشنگ کامکار و صدیق تعریف می‌باشند و اشعار به کار رفته در این اثر از سعدی شیرازی، سیمین بهبهانی، فریدون مشیری، حافظ شیرازی، مولانا و بدر تقلیسی می‌باشند.

## شرح اثر

### هنرمندان
- آواز: صدیق تعریف
- سه‌تار: جلال ذوالفنون و سهیل ذوالفنون
- تنبک: ارژنگ کامکار
- دف: بیژن کامکار

### فهرست آهنگ‌ها
1. آواز ضربی و سه‌تار
2. تصنیف فراق (بر مبنای ملودی قدیمی، شعر سعدی شیرازی، اثر جلال ذوالفنون و تعریف)
3. چهارمضراب بیات ترک (بر مبنای چهارمضراب استاد سعید هرمزی، اثر جلال ذوالفنون)
4. ساز و آواز (صدیق تعریف و جلال ذوالفنون، شعر سیمین بهبهانی)
5. تصنیف یاران (بر مبنای ملودی محلی کردی، شعر فریدون مشیری، اثر جلال ذوالفنون و تعریف)
6. پیش درآمد و آواز (بر مبنای پیش درآمد استاد یوسف فروتن، شعر حافظ شیرازی)
7. تصنیف چشم یاری (شعر حافظ شیرازی، اثر پشنگ کامکار)
8. رباعی (آواز و تصنیف، برمبنای ملودی قدیمی، شعر حافظ شیرازی، مولانا و بدر تقلیسی)